# ميغالي كورا (أيتوليا كي أكارنانيا)
ميغالي خورا (Μεγάλη Χώρα) هي قرية في الأراضي المنخفضة التابعة للوحدة الإقليمية أيتوليا كي أكارنانيا على ارتفاع 60 مترًا.

## الجغرافيا والتاريخ
تقع ميغالي خورا جنوب شرق بحيرة ستراتوس الاصطناعية في سهل أغرينيو. تم بناؤها على مسافة 5.5 كم شمال غرب وسط المدينة، بين أغيوس كونستانتينوس (الجنوب الشرقي) و تريانتييكا (الشمال الشرقي) و نيابوليس (الشمال الغربي). يمر بجوار القرية الطريق أغرينيو - أرتا. عثر في الشرق على آثار مدينة محصنة نقب عنها عالم الآثار يوانيس ميلياديس في الفترة من 1927 وتم تحديدها مع أغرينيو القديم. تم تمويل نصف أعمال التنقيب من قبل بلدية أغرينيو والنصف الآخر من قبل شركة التبغ أفون باباستراتو. تم إعلان المنطقة كموقع أثري منذ عام 1992. كان اسمها القديم في العهد التركي هو زابتانتي، وكانت معروفة بين القرنين السادس عشر والتاسع عشر في المنطقة بإنتاج التبغ، وكان هذا النشاط الاقتصادي الرئيسي لسكانها حتى التسعينيات. وفقًا للحكايات المحلية، فقد وُصفت بأنها قرية «يونانية حيث» أسسها اليونانيون المسلمون الذين انضموا لفريق مستوطن مسلم خصي يدعى موسى آغا. من هذه الفترة، تم إنقاذ الكنيسة الملكية المسيحية لرفع السيدة العذراء، والتي تم إعلانها كأثر قديم في عام 1925. من المعالم المهمة مئذنة المسجد القديم.

## إداريا
ميجالي خرا مذكورة كمستوطنة في عام 1835مع ضم اسم زابانتي إلى بلدية أغرينيو، وفي عام 1923 ليتم تعريفها على أنها مقر الكومونة المنشأة حديثًا. في عام 1927 تم تغيير اسمها إلى ميغالي خورا. وفقًا لبرنامج كاليكراتيس، فإن كومونة ميغالي خورا تنتمي إلى الوحدة البلدية نيابوليس التابعة لبلدية أغرينيو ويبلغ عدد سكانها 1,408 نسمة وفقًا لإحصاء 2011. 